# Santa Bàrbara (Terra Alta)
Santa Bàrbara és una muntanya de 751 metres que es troba al municipi de l'Horta de Sant Joan a la Terra Alta.
Aquest cim està inclòs al Repte dels 100 cims de la Federació d'Entitats Excursionistes de Catalunya.
Als seus peus hi ha el Convent de Sant Salvador d'Horta (BCIN).